# 分配系数
分配系数（Partition coefficient），分析化学概念之一。所谓分配定律是指一定温度下，物质A在两种互不相溶的溶剂中达到分配平衡时在两相中的活度（常近似为浓度）之比，即分配系数，为一常数。分配系数可用于表示该物质对两种溶剂的亲和性的差异。对分配系数的测定可提供该物质在环境行为方面许多重要的資訊。
常用的溶剂体系是由水与一种与水不互溶的有机溶剂组成，如正辛醇-水体系，所得的分配系数称为辛醇-水分配系数（{\displaystyle \ K_{ow}}）。之所以用辛醇是因为该体系近似于体内脂细胞膜-胞质溶胶体系对有机物的分配。

## 定义
分配系数（P）为某物质的未解离形态在两相中的活度之比。测量可离解物质的分配系数时，需要调整溶液pH以使该物质主要是以未解离的形态存在于溶液中。log P为P的常用对数。
{\displaystyle \ log\ P=log\ {\frac {c_{o}}{c_{w}}}}，{\displaystyle \ c_{o}}为物质在有机相中的活度，{\displaystyle \ c_{w}}为物质在水相中的活度
{\displaystyle \ log\ P}值越大，表明物质对有机相的亲和性（亲脂性）越高，亲水性越低。非极性化合物的{\displaystyle \ log\ P}一般大于0，极性化合物的{\displaystyle \ log\ P}一般小于0。

## 测定方法

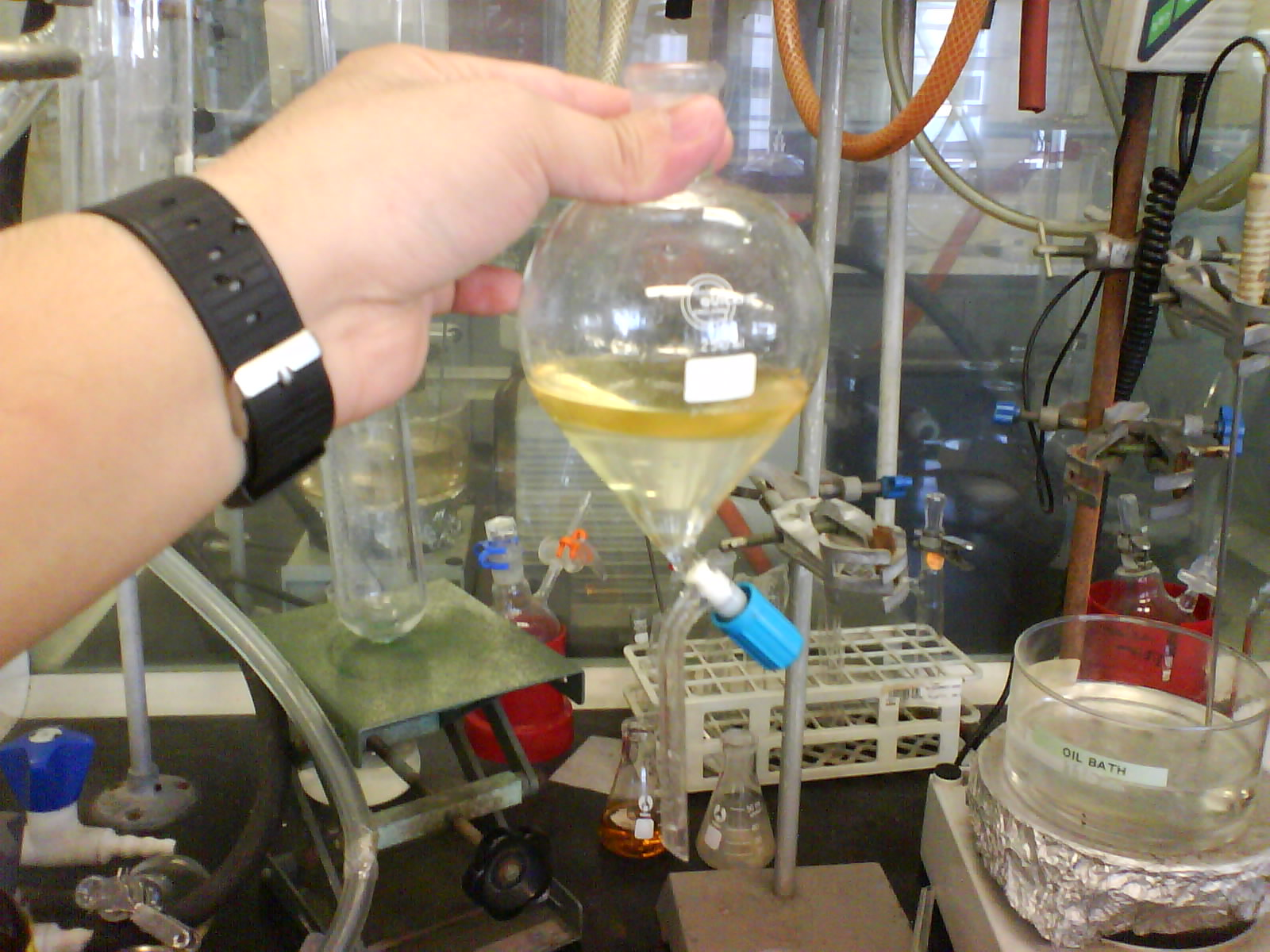
振荡法

测定分配系数最经典的方法是振荡法，即将研究的物质溶解于一定量的两种溶剂中，充分混合并静置，然后用紫外-可见光谱或其他测定方法测得两相中该物质的浓度，算出分配系数。这一方法的优点是简单、适用物质范围广、测定前不需获得物质结构。不过它也有不少缺点，比如耗时长（需至少24小时以达到分配平衡）、样品用量大、吸光度在所测浓度范围应与浓度呈正比（比尔-朗伯定律）等。特别是当物质的亲水性或亲脂性十分明显时，物质在某一相中的浓度就会相当低，这时就很难准确测得相应的浓度和分配系数。
其他方法还有产生柱法、高效液相色谱法和电化学法等。

## 估算
由于分配系数比较难测定，并且耗费时间和金钱，因此常通过加和分子中原子和基团常数值的方法估算某一化合物的分配系数。这一方法在药物化学中特别有用，通过估算药物的正辛醇-水分配系数，可以进一步估算药物在人体脂和水的分配系数，用于定量构效关系计算药物在人体组织中的含量。